# Zapasy na Letnich Igrzyskach Olimpijskich 1952 – kategoria do 73 kg w stylu wolnym
Zmagania mężczyzn do 73 kg to jedna z ośmiu męskich konkurencji w zapasach w stylu wolnym rozgrywanych podczas Letnich Igrzysk Olimpijskich 1952. Pojedynki w tej kategorii wagowej odbyły się w dniach 20 – 23 lipca.
Punktacja opierała się na systemie "złych punktów karnych". Przegrany otrzymywał 3 punkty. Zwycięzca otrzymywał zero punktów za wygraną przez "tusz" (łopatki), a jeden punkt za wygraną decyzją trzech sędziów. Uzyskanie pięciu lub więcej punktów karnych eliminowało zapaśnika z turnieju. Najlepsza trójka walczyła w rundzie finałowej. 

## Klasyfikacja[1]
| Miejsce | Nazwisko              | Kraj                       |
| ------- | --------------------- | -------------------------- |
| 1       | William Smith         | Stany Zjednoczone          |
| 2       | Per Berlin            | Szwecja                    |
| 3       | Abdollah Mojtabavi    |                            |
| 4       | Alberto Longarella    | Argentyna                  |
| 5       | Vladislav Sekal       | Czechosłowacja             |
| 5       | Muhammad Musa         | Egipt                      |
| 5       | Tsugio Yamazaki       | Japonia                    |
| 8       | Aleksanteri Keisala   | Finlandia                  |
| 9       | Mehmet Ali İslioğlu   | Turcja                     |
| 10      | Bev Scott             | Australia                  |
| 10      | Anton Mackowiak       | Niemcy                     |
| 12      | Cyril Martin          | Związek Południowej Afryki |
| 13      | Jean-Baptiste Leclerc | Francja                    |
| 14      | Wasyl Rybałko         | ZSRR                       |
| 15      | Nick Mohammed         | Kanada                     |
| 16      | Jos De Jong           | Belgia                     |
| 16      | Don Irvine            | Wielka Brytania            |
| 16      | Arvedo Cecchini       | Włochy                     |
| 16      | Antonio Rosado        | Meksyk                     |
| 16      | Daniel Hauser         | Szwajcaria                 |

## Wyniki

### Pierwsza runda[2]
| Zwycięzca           | Punkty karne | Wynik        | Przegrany             | Punkty karne |
| ------------------- | ------------ | ------------ | --------------------- | ------------ |
| Per Berlin          | 1            | Decyzja, 3:0 | Daniel Hauser         | 3            |
| Anton Mackowiak     | 1            | Decyzja, 3:0 | Arvedo Cecchini       | 3            |
| Alberto Longarella  | 1            | Decyzja, 2:1 | Nick Mohammed         | 3            |
| William Smith       | 0            | Łopatki      | Antonio Rosado        | 3            |
| Cyril Martin        | 1            | Decyzja, 3:0 | Vladislav Sekal       | 3            |
| Muhammad Musa       | 0            | Łopatki      | Jos De Jong           | 3            |
| Tsugio Yamazaki     | 1            | Decyzja, 2:1 | Jean-Baptiste Leclerc | 3            |
| Bev Scott           | 1            | Decyzja, 3:0 | Don Irvine            | 3            |
| Mehmet Ali İslioğlu | 1            | Decyzja, 2:1 | Wasyl Rybałko         | 3            |
| Abdollah Mojtabavi  | 1            | Decyzja, 2:1 | Aleksanteri Keisala   | 3            |

### Druga runda[3]
| Zwycięzca           | Punkty karne | Wynik        | Przegrany             | Punkty karne |
| ------------------- | ------------ | ------------ | --------------------- | ------------ |
| Anton Mackowiak     | 2            | Decyzja, 3:0 | Daniel Hauser         | 6            |
| Per Berlin          | 1            | Łopatki      | Arvedo Cecchini       | 6            |
| William Smith       | 1            | Decyzja, 3:0 | Nick Mohammed         | 6            |
| Alberto Longarella  | 1            | Łopatki      | Antonio Rosado        | 6            |
| Vladislav Sekal     | 3            | Łopatki      | Jos De Jong           | 6            |
| Muhammad Musa       | 0            | Łopatki      | Cyril Martin          | 4            |
| Tsugio Yamazaki     | 2            | Decyzja, 3:0 | Don Irvine            | 6            |
| Bev Scott           | 2            | Decyzja, 2:1 | Jean-Baptiste Leclerc | 6            |
| Abdollah Mojtabavi  | 2            | Decyzja, 2:1 | Wasyl Rybałko         | 6            |
| Aleksanteri Keisala | 4            | Decyzja, 2:1 | Mehmet Ali İslioğlu   | 4            |

### Trzecia runda[4]
| Zwycięzca           | Punkty karne | Wynik        | Przegrany             | Punkty karne |
| ------------------- | ------------ | ------------ | --------------------- | ------------ |
| Per Berlin          | 2            | Decyzja, 3:0 | Anton Mackowiak       | 5            |
| William Smith       | 2            | Decyzja, 3:0 | Alberto Longarella    | 4            |
| Vladislav Sekal     | 3            | Łopatki      | Muhammad Musa         | 3            |
| Tsugio Yamazaki     | 3            | Decyzja, 2:1 | Cyril Martin          | 7            |
| Mehmet Ali İslioğlu | 5            | Decyzja, 3:0 | Jean-Baptiste Leclerc | 9            |
| Abdollah Mojtabavi  | 3            | Decyzja, 3:0 | Bev Scott             | 5            |
| Aleksanteri Keisala | 4            | Bez walki    |                       |              |

### Czwarta runda[5]
| Zwycięzca          | Punkty karne | Wynik        | Przegrany           | Punkty karne |
| ------------------ | ------------ | ------------ | ------------------- | ------------ |
| Per Berlin         | 3            | Decyzja, 3:0 | Aleksanteri Keisala | 7            |
| Alberto Longarella | 5            | Decyzja, 2:1 | Vladislav Sekal     | 6            |
| William Smith      | 2            | Łopatki      | Muhammad Musa       | 6            |
| Abdollah Mojtabavi | 4            | Decyzja, 3:0 | Tsugio Yamazaki     | 6            |

### Runda finałowa
| Zwycięzca          | Punkty karne | Wynik        | Przegrany          | Punkty karne |
| ------------------ | ------------ | ------------ | ------------------ | ------------ |
| Per Berlin         | 4            | Decyzja, 3:0 | William Smith      | 5            |
| Abdollah Mojtabavi | 5            | Decyzja, 3:0 | Per Berlin         | 7            |
| William Smith      | 6            | Decyzja, 3:0 | Abdollah Mojtabavi | 8            |